# Christ de Copoya
La statue du Christ de Copoya (espagnol : Cristo de Copoya), est un monument religieux de la municipalité de Copoya, appartenant à la ville de Tuxtla Gutierrez, dans l'état du Chiapas au Mexique. Sa construction a débuté en 2007 après près de vingt ans de préparation.

## Une construction monumentale
Depuis la fin de sa construction — reconnue par le Vatican —, le Christ de Copoya est la plus grande représentation artistique du Christ au monde avec 62,30 m de hauteur, dépassant ainsi de 16 mètres le Christ Rédempteur de Rio de Janeiro. Sa partie basse abrite un complexe touristique religieux. 
Son design a été conçu par le sculpteur, peintre et architecte Gabriel Gallegos, en se basant sur la culture Zoque.